# Égyptologue

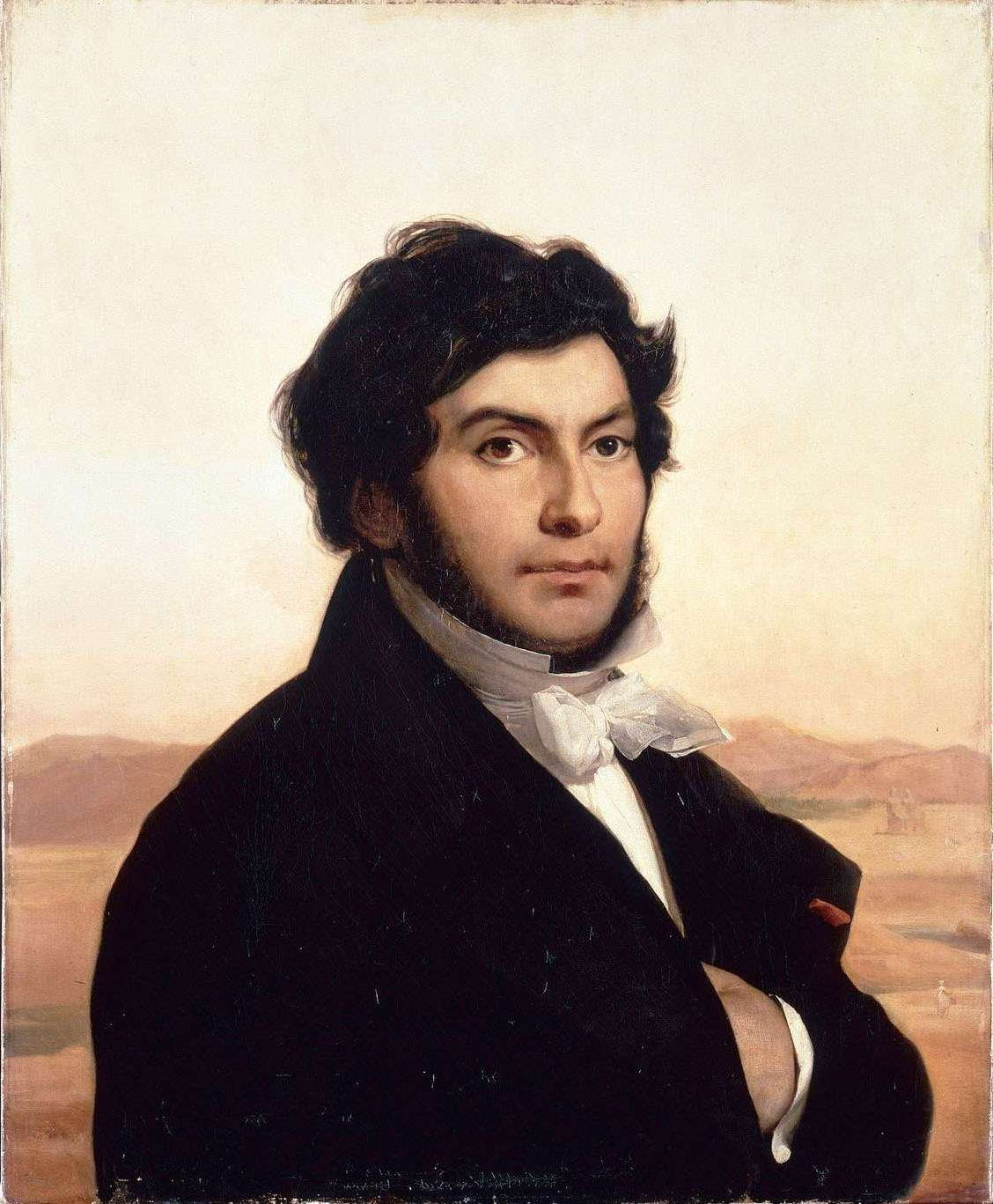
Jean-François ChampollionFondateur de l'égyptologie.Par Léon Cogniet.

Les égyptologues sont des spécialistes des études sur l'Égypte antique, notamment des archéologues, des papyrologues, des épigraphistes et des historiens.
Le terme « égyptophile » n'existant pas, on appelle donc égyptologue toute personne spécialisée en égyptologie ; on retrouve ci-dessous des noms, de toutes époques et de tous pays, non seulement des spécialistes, mais aussi de dessinateurs ou écrivains auteurs d'ouvrages (documentaires ou romancés) sur l'Égypte antique, de voyageurs (aventure ou périple) ou de diplomates.
- Haut – A
- B
- C
- D
- E
- F
- G
- H
- I
- J
- K
- L
- M
- N
- O
- P
- Q
- R
- S
- T
- U
- V
- W
- X
- Y
- Z

## A

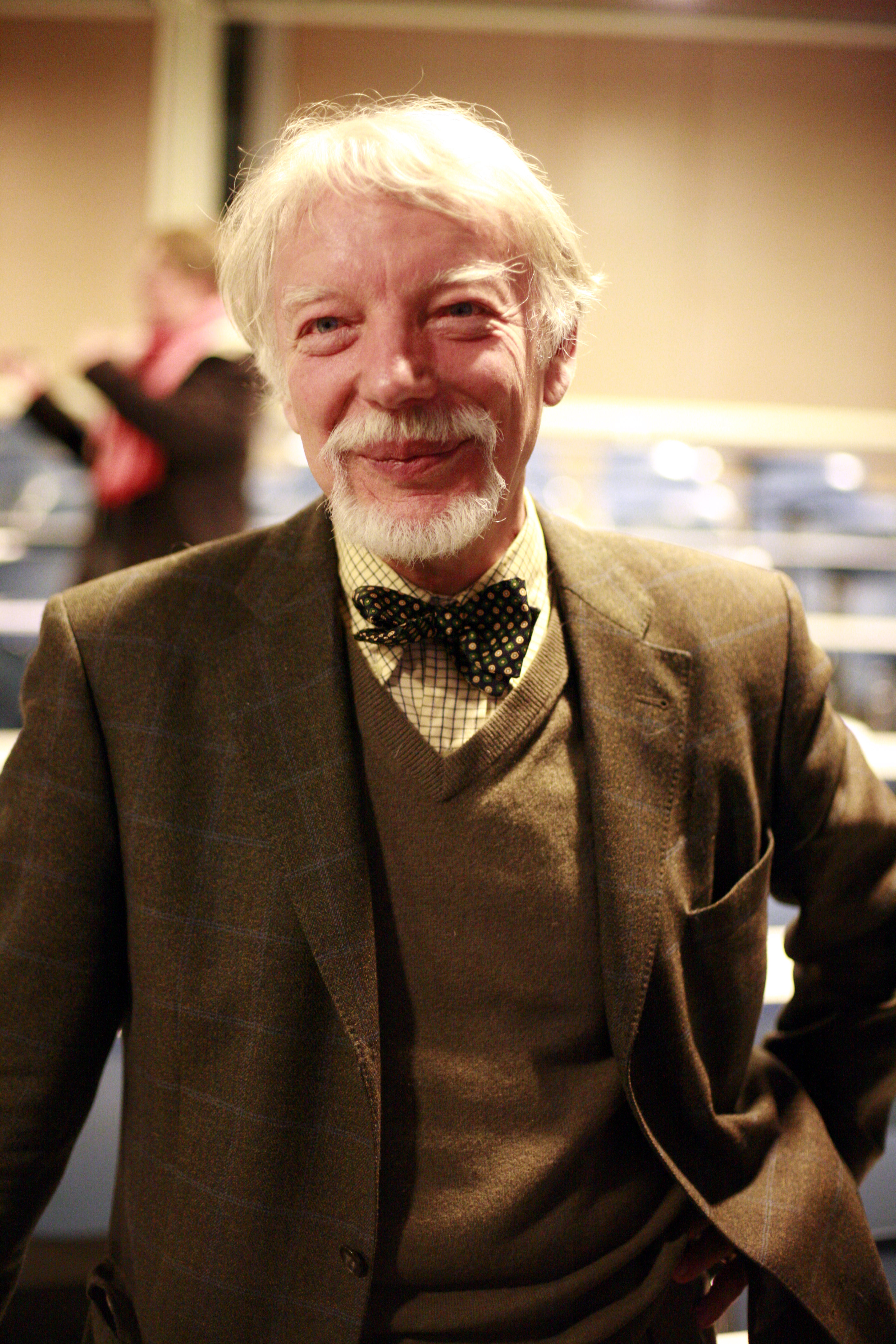
Jan Assmann

| Nom                                    | Naissance                    | - | Décès                       | Pays d’origine   |
| -------------------------------------- | ---------------------------- | - | --------------------------- | ---------------- |
| Dia' Abou-Ghazi                        |                              | - |                             | Égypte           |
| Barbara Georgina Adams                 | 1945                         | - | 2002                        | Angleterre       |
| Johan David Åkerblad                   | Stockholm, 1763              | - | Rome, 1819                  | Suède            |
| Cyril Aldred                           | Fulham, 1914                 | - | Édimbourg, 1991             | Angleterre       |
| Charles Robert Cecil Allberry Augustin | Sydenham, 1911               | - | Nederweert (Pays-Bas), 1943 | Angleterre       |
| Schafik Allam                          | Benha, Égypte, 1928          | - | Tübingen, 2021              | Égypte Allemagne |
| James Peter Allen                      | 1945                         | - |                             | États-Unis       |
| Thomas George Allen                    | Rockford (Illinois), 1885    | - | Bradenton, 1969             | États-Unis       |
| Maurice Alliot                         | Ivry-sur-Seine, 1903         | - | Sceaux, 1960                | France           |
| Hartwig Altenmüller                    | Bad Saulgau, 1937            | - |                             | Allemagne        |
| Émile Amélineau                        | La Chaize-Giraud, 1850       | - | Châteaudun, 1915            | France           |
| Guillemette Andreu-Lanoë               | Paris, 1948                  | - |                             | France           |
| Tadeusz Andrzejewski                   | Łódź, 1923                   | - | 1961                        | Pologne          |
| Valérie Angenot                        | Montréal                     | - |                             | Canada           |
| Anthony John Arkell                    | Hinxhill, 1898               | - | Chelmsford , 1980           | Angleterre       |
| Dieter Arnold                          | Heidelberg, 1936             | - |                             | Allemagne        |
| Dorothea Arnold                        | Leipzig, 1935                | - |                             | Allemagne        |
| Yvonne Artaud                          | Lyon, 1924                   | - | Pondichéry, 2009            | France           |
| Aleida Assmann                         | Gadderbaum (Bielefeld), 1947 | - |                             | Allemagne        |
| Jan Assmann                            | Langelsheim, 1938            | - |                             | Allemagne        |
| Giovanni d'Athanasi                    | Myrina (Lemnos), 1798        | - | Londres, 1854               | Grèce            |
| Éric Aubourg                           |                              | - |                             | France           |
| Sydney Hervé Aufrère                   | Boulogne-Billancourt         | - |                             | France           |
| Edward Russell Ayrton                  | Wuhu, 1882                   | - | Ceylan, 1914                | Angleterre       |

## B

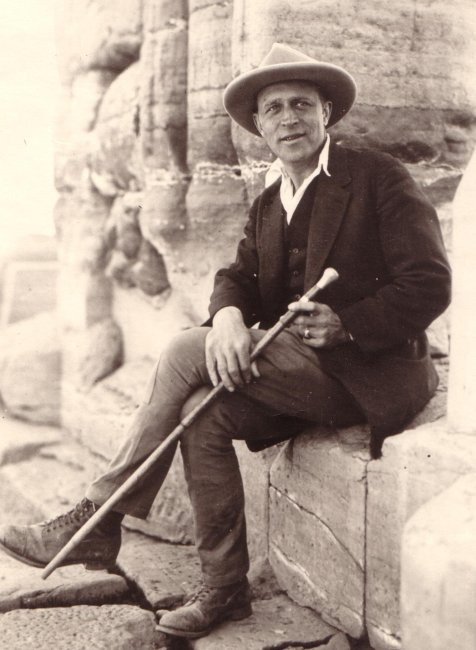
Fernand Bisson de La Roque

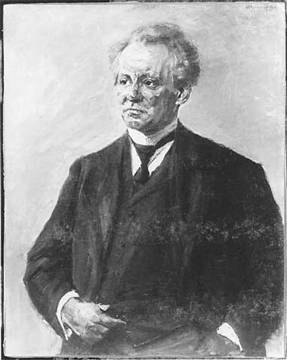
Ludwig Borchardt

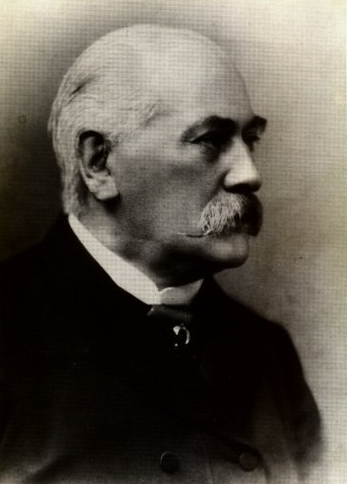
Heinrich Brugsch

| Nom                                     | Naissance                     | - | Décès                             | Pays d’origine       |
| --------------------------------------- | ----------------------------- | - | --------------------------------- | -------------------- |
| Alexandre Badawy                        | Le Caire, 1913                | - | 1986                              | Égypte               |
| ʿAbd al-Latîf al-Baghdâdî               | Bagdad, 1162                  | - | 1231                              | Irak                 |
| John R. Baines                          | 1946                          | - |                                   | Angleterre           |
| Pascale Ballet                          |                               | - |                                   | France               |
| William John Bankes                     | 1786                          | - | 1855                              | Angleterre           |
| Émile Baraize                           | Cossé-le-Vivien, 1874         | - | Le Caire, 1952                    | France               |
| Paul Barguet                            | Montbéliard, 1915             | - | Saint-Paul-lès-Dax, 2012          | France               |
| Alexandre Barsanti                      | 1858                          | - | 1917                              | Italie               |
| Hussein Bassir                          | Le Caire, 1973                | - |                                   | Égypte               |
| Ahmed Batrawi                           |                               | - |                                   | Égypte               |
| Theofried Baumeister                    | Recklinghausen, 1941          | - |                                   | Allemagne            |
| Marcelle Baud                           | Paris, 1890                   | - | Mailhat, 1987                     | France               |
| Michel Baud                             | Tarbes, 1963                  | - | Paris, 2012                       | France               |
| Laurent Bavay                           | Uccle, 1972                   | - |                                   | Belgique             |
| Alfred Chester Beatty                   | New York, 1875                | - | Monaco, 1968                      | États-Unis           |
| Nathalie Beaux-Grimal                   | 1960                          | - |                                   | France               |
| Jürgen von Beckerath                    | Hanovre, 1920                 | - | Schlehdorf, 2016                  | Allemagne            |
| Horst Beinlich                          | Ollnborg, 1947                | - |                                   | Allemagne            |
| Christine Beinlich-Seeber               |                               | - |                                   | Allemagne            |
| Margaret Benson                         | Crowthorne, 1865              | - | Wimbledon, 1916                   | Angleterre           |
| Étienne Bernand                         | Molenbeek-Saint-Jean, 1923    | - | Paris, 2013                       | France               |
| Guillaume Karl Bernier                  | Montmagny, 1990               | - |                                   | Canada               |
| Giovanni Battista Belzoni               | Padoue, 1778                  | - | Bénin, 1823                       | Italie               |
| Georges Aaron Bénédite                  | Nîmes, 1857                   | - | Louxor, 1926                      | France               |
| Susanne Bickel                          | Rome, 1960                    | - |                                   | Allemagne            |
| Manfred Bietak                          | Vienne, 1940                  | - |                                   | Autriche             |
| Jean Bingen                             | Anvers, 1920                  | - | Woluwe-Saint-Pierre, 2012         | Belgique             |
| Samuel Birch                            | Londres, 1813                 | - | Londres, 1885                     | Angleterre           |
| Friedrich Wilhelm von Bissing           | Potsdam, 1873                 | - | Oberaudorf, 1956                  | Allemagne            |
| Fernand Bisson de La Roque              | Bourseville, 1885             | - | Neuilly-sur-Seine, 1958           | France               |
| Aylward Manley Blackman                 | Dawlish (Devon), 1883         | - | Abergele, 1956                    | Angleterre           |
| Edward Bleiberg                         | 1951                          | - |                                   | États-Unis           |
| Elke Blumenthal                         | Greifswald, 1938              | - | Leipzig, 2022                     | Allemagne            |
| Wladimir Gueorguievitch Bok             | Khvalynsk, 1850               | - | Berlin, 1899                      | Russie               |
| Charles Bonnet                          | Satigny, 1933                 | - |                                   | Suisse               |
| Hans Bonnet                             | Hirschberg, 1887              | - | Bonn, 1972                        | Allemagne            |
| Joseph Bonomi                           | Londres, 1796                 | - | Wimbledon, 1878                   | Angleterre           |
| Ludwig Borchardt                        | Berlin, 1863                  | - | Paris, 1938                       | Allemagne            |
| Kate Bosse-Griffiths                    | Wittemberg, 1910              | - | Swansea, 1998                     | Allemagne Angleterre |
| Bernhard Wilhelm von Bothmer            | Berlin, 1912                  | - | New York, 1993                    | Allemagne États-Unis |
| Urbain Bouriant                         | Nevers, 1849                  | - | Vannes, 1903                      | France               |
| Hippolyte Boussac                       | Narbonne, 1846                | - | 1942                              | France               |
| James Henry Breasted                    | Rockford (Illinois), 1865     | - | New York, 1935                    | États-Unis           |
| Annibale Evaristo Breccia               | Offagna, 1876                 | - | 1967                              | Italie               |
| Edda Bresciani                          | Lucques, 1930                 | - | Lucques, 2020                     | Italie               |
| Laurent Bricault                        | Saint-Germain-en-Laye, 1963   | - |                                   | France               |
| Robert "Bob" Brier                      | New York, 1943                | - |                                   | États-Unis           |
| Philippe Brissaud                       | 1947                          | - |                                   | France               |
| Edwin C. Brock                          | 1946                          | - | 2015                              | États-Unis           |
| Lyla Pinch Brock                        |                               | - |                                   | Canada               |
| Michèle Broze                           |                               | - |                                   | Belgique             |
| James Bruce                             | Kinnaird, 1730                | - | Kinnaird, 1794                    | Angleterre           |
| Émile Charles Albert Brugsch            | Berlin, 1842                  | - | Nice, 1930                        | Allemagne            |
| Heinrich Karl Brugsch                   | Berlin, 1827                  | - | Berlin-Charlottenbourg, 1894      | Allemagne            |
| Emma Brunner-Traut                      | Francfort-sur-le-Main, 1911   | - | Tübingen, 2008                    | Allemagne            |
| Hellmut Brunner                         | Francfort-sur-le-Main, 1913   | - | 1997                              | Allemagne            |
| Guy Brunton                             | Londres, 1878                 | - | White River (Mpumalanga), 1948    | Angleterre           |
| Winifred Brunton                        | État libre d'Orange, 1880     | - | État libre (Afrique du Sud), 1959 | Angleterre           |
| Marie-Cécile Bruwier                    |                               | - |                                   | Belgique             |
| Bernard Bruyère                         | Besançon, 1879                | - | Chatou, 1971                      | France               |
| Adriaan de Buck                         | Oostkapelle, 1892             | - | Leyde, 1959                       | Pays-Bas             |
| Paul Bucher                             | Guebwiller, 1887              | - | Rouffach, 1966                    | France               |
| Sir Ernest Alfred Thompson Wallis Budge | Cornwall, 1857                | - | Londres, 1934                     | Angleterre           |
| Julia Budka                             | Vienne (Autriche), 1977       | - |                                   | Autriche             |
| Max Burchardt                           | Berlin, 1885                  | - | Meaux, 1914                       | Suisse               |
| Jean Louis Burckhardt                   | Lausanne, 1784                | - | 1817                              | Suisse               |
| Günter Burkard                          | Wurtzbourg, 1944              | - |                                   | Allemagne            |
| Harry Burton                            | Stamford (Lincolnshire), 1879 | - | Assiout, Égypte, 1940             | Angleterre           |
| James Burton                            | Londres, 1788                 | - | Édimbourg, 1862                   | Angleterre           |

## C

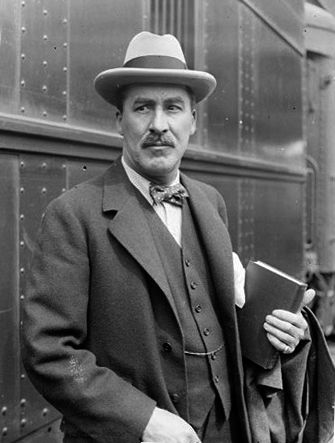
Howard Carter

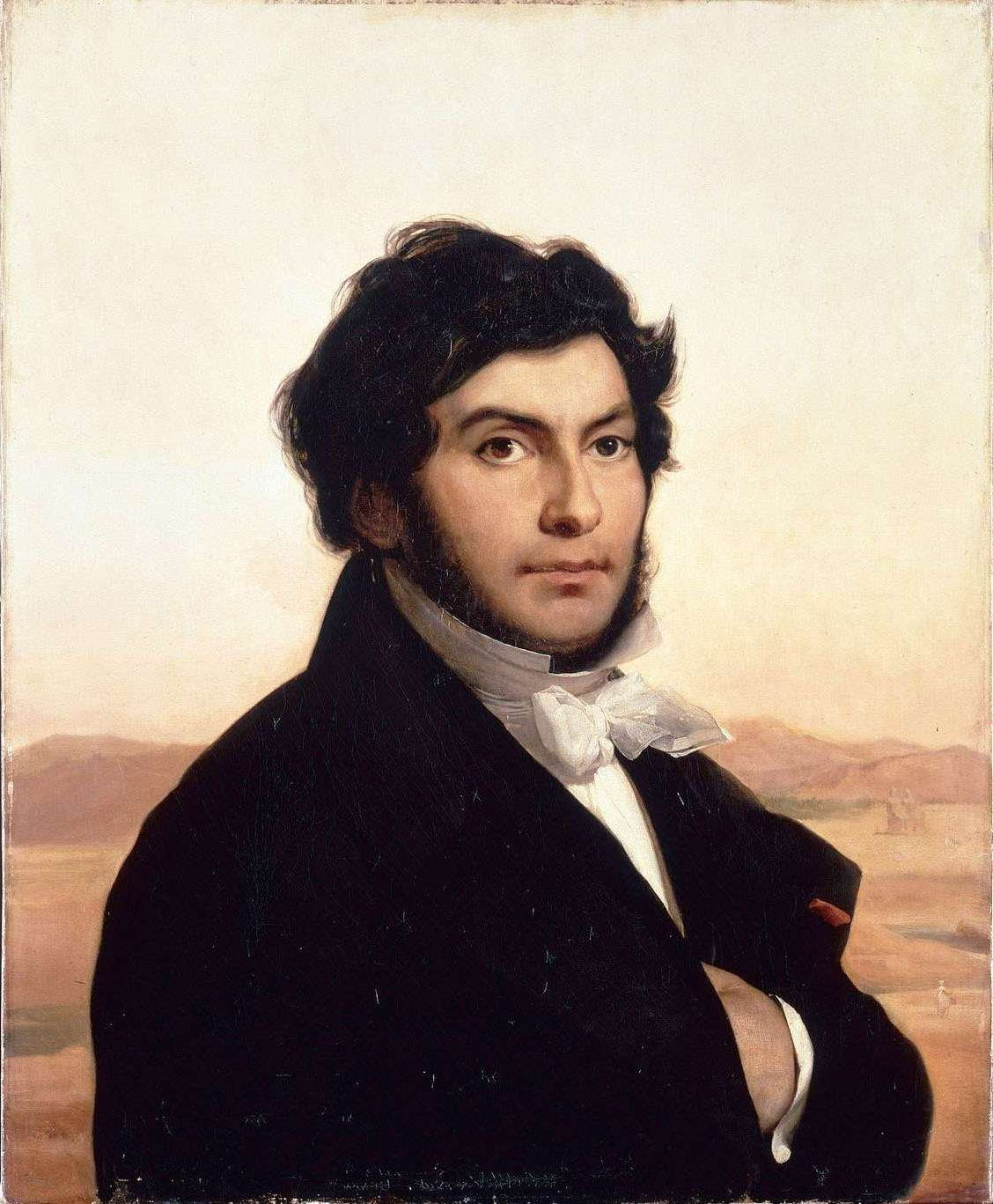
Jean-François Champollion

| Nom                            | Naissance              | - | Décès                        | Pays d’origine     |
| ------------------------------ | ---------------------- | - | ---------------------------- | ------------------ |
| Ricardo Caminos                | Buenos Aires, 1916     | - | 1992                         | Argentine          |
| Agnès Cabrol                   | Avignon, 1964          | - | Gordes, 2007                 | France             |
| Frédéric Cailliaud             | Nantes, 1787           | - | Nantes, 1869                 | France             |
| Christian Cannuyer             | 1957                   | - |                              | Belgique           |
| Jean Capart                    | Bruxelles, 1877        | - | Etterbeek, 1947              | Belgique           |
| Lord George Herbert Carnarvon  | Newbury, 1866          | - | Le Caire, 1923               | Angleterre         |
| Claude Carrier                 | 1936                   | - |                              | France             |
| Howard Carter                  | Swaffham, 1874         | - | Londres, 1939                | Angleterre         |
| Juan José Castillos            | Rivera (Uruguay), 1944 | - |                              | Uruguay            |
| Sylvie Cauville                |                        | - |                              | France             |
| Giovanni Battista Caviglia     | Gênes, 1770            | - | Paris, 1845                  | Italie             |
| Mary Rothes Margaret Cecil     | 1827                   | - | 1919                         | Angleterre         |
| Jean-Louis Hellouin de Cenival | 1927                   | - | 2003                         | France             |
| Jaroslav Černý                 | Plzeň , 1898           | - | Oxford, 1970                 | République tchèque |
| Mohammed Effendi Chabân        |                        | - |                              | Égypte             |
| François Joseph Chabas         | Briançon, 1817         | - | Versailles, 1882             | France             |
| Maxence de Chalvet             | 1849                   | - | 1892                         | France             |
| Jacques-Joseph Champollion     | Figeac, 1778           | - | Fontainebleau, 1867          | France             |
| Jean-François Champollion      | Figeac, 1790           | - | Paris, 1832                  | France             |
| Émile Chassinat                | Paris, 1868            | - | Saint-Germain-en-Laye, 1948  | France             |
| Nadine Cherpion                |                        | - |                              | Belgique           |
| Charles Chipiez                | Écully, 1835           | - | Paris, 1901                  | France             |
| Andrew Michael Chugg           | 1962                   | - |                              | Angleterre         |
| Somers Clarke                  | Brighton, 1841         | - | Égypte, 1926                 | Angleterre         |
| Willy Clarysse                 |                        | - |                              | Belgique           |
| Peter A. Clayton               | 1937                   | - |                              | Angleterre         |
| Jean Clédat                    | Périgueux, 1871        | - | 1943                         | France             |
| Eric H. Cline                  | Washington, 1960       | - |                              | États-Unis         |
| Frédéric Colin                 | 1969                   | - |                              | Belgique           |
| Philippe Collombert            | 1969                   | - |                              | France             |
| Laurent Coulon                 | 1970                   | - |                              | France             |
| Jean-Pierre Corteggiani        | Marseille, 1942        | - | [Sylvains-Lès-Moulins], 2022 | France             |
| Silvio Curto                   | Bra (Piémont), 1919    | - | Turin, 2015                  | Italie             |
| Hélène Cuvigny                 |                        | - |                              | France             |

## D
| Nom                             | Naissance                   | - | Décès                   | Pays d’origine |
| ------------------------------- | --------------------------- | - | ----------------------- | -------------- |
| Maurizio Damiano-Appia          | Maniace, 1957               | - |                         | Italie         |
| Albert Daninos                  | Alger, 1843                 | - | 1935                    | France         |
| Georges Daressy                 | Sourdon, 1864               | - | Sourdon, 1938           | France         |
| François Daumas                 | Castelnau-le-Lez, 1915      | - | Castelnau-le-Lez, 1984  | France         |
| Nina M. Davies                  | Thessalonique (Grèce), 1881 | - | Oxford , 1965           | États-Unis     |
| Norman de Garis Davies          | 1865                        | - | 1941                    | États-Unis     |
| Theodore Monroe Davis           | New York, 1837              | - | Floride, 1915           | États-Unis     |
| Madeleine Della Monica          |                             | - |                         | France         |
| Dominique Vivant Denon          | Givry, 1747                 | - | Paris, 1825             | France         |
| Léo Depuydt                     |                             | - |                         | Belgique       |
| Philippe Derchain               | Verviers, 1926              | - | Cologne, 2012           | Belgique       |
| Maria Theresia Derchain-Urtel   |                             | - |                         | Allemagne      |
| Bruno Deslandes                 |                             | - |                         | France         |
| Christiane Desroches Noblecourt | Paris, 1913                 | - | Sézanne, 2011           | France         |
| Didier Devauchelle              | 1954                        | - |                         | France         |
| Théodule Charles Devéria        | Paris, 1831                 | - | Paris, 1871             | France         |
| Michel Dewachter                |                             | - |                         | France         |
| Peter Dils                      |                             | - |                         | Belgique       |
| Cheikh Anta Diop                | Diourbel, 1923              | - | Dakar, 1986             | Sénégal        |
| Vassil Dobrev                   | Plovdiv, 1961               | - |                         | Bulgarie       |
| Aidan Mark Dodson               | Londres, 1962               | - |                         | Angleterre     |
| Sergio Donadoni                 | Palerme, 1914               | - | Rome, 2015              | Italie         |
| Anna Maria Donadoni-Roveri      |                             | - |                         | Italie         |
| Sylvie Donnat                   | 1974                        | - |                         | France         |
| Gilles Dormion                  |                             | - |                         | France         |
| Andreas Dorn                    |                             | - |                         |                |
| Günter Dreyer                   | Cappeln (Oldenburg), 1943   | - | Valence (Espagne), 2019 | Allemagne      |
| Étienne Drioton                 | Nancy, 1889                 | - | Paris, 1961             | France         |
| Bernardino Drovetti             | Barbania (Piémont), 1776    | - | Turin, 1852             | Italie         |
| Hippolyte Ducros                |                             | - |                         | France         |
| Johannes Dümichen               | Głogów, 1833                | - | Strasbourg, 1894        | Allemagne      |
| Françoise Dunand                |                             | - |                         | France         |
| Terence DuQuesne                | Cambridge, 1942             | - | Croydon, 2014           | Angleterre     |
| Karl Dyroff                     | Aschaffenbourg, 1862        | - | Munich, 1938            | Allemagne      |

## E

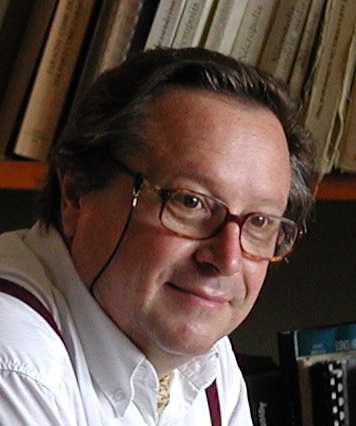
Jean-Yves Empereur

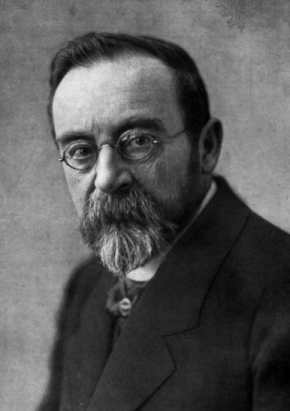
Adolf Erman

| Nom                             | Naissance              | - | Décès                   | Pays d’origine |
| ------------------------------- | ---------------------- | - | ----------------------- | -------------- |
| Dorothy Eady                    | Blackheath, 1904       | - | Abydos (Égypte), 1981   | Égypte         |
| Marianne Eaton-Krauss           |                        | - |                         | Allemagne      |
| Georg Moritz Ebers              | Berlin, 1837           | - | Tutzing, 1898           | Allemagne      |
| Elmar Edel                      | Ludwigshafen, 1914     | - | 1997                    | Allemagne      |
| Campbell Cowan Edgar            | Tongland, 1870         | - | Berkhamsted, 1938       | Écosse         |
| Archibald Edmonstone            | Londres, 1795          | - | Londres, 1871           | Angleterre     |
| Amelia Edwards                  | Londres, 1831          | - | Weston-super-Mare, 1892 | Angleterre     |
| Iorwerth Eiddon Stephen Edwards | Londres, 1909          | - | 1996                    | Angleterre     |
| Arne Eggebrecht                 | Munich, 1935           | - | Hildesheim, 2004        | Allemagne      |
| Eva Eggebrecht                  | 1933                   | - | Hildesheim, 2021        | Allemagne      |
| August Eisenlohr                | Mannheim, 1832         | - | Heidelberg, 1902        | Allemagne      |
| Ola El-Aguizy                   | Le Caire, 1961         | - |                         | Égypte         |
| Mamdouh Mohamed Eldamaty        | Le Caire, 1948         | - |                         | Égypte         |
| Christine el-Mahdy              | Derbyshire, 1950       | - | 2008                    | Angleterre     |
| Kamal el-Mallakh                | 1918                   | - | 1987                    | Égypte         |
| Wafaa el-Saddik                 | Delta du Nil, 1950     | - |                         | Égypte         |
| Walter Bryan Emery              | Liverpool, 1903        | - | 1971                    | Angleterre     |
| Jean-Yves Empereur              | Le Mans, 1952          | - |                         | France         |
| Erika Endesfelder               | Berlin, 1935           | - | Berlin, 2015            | Allemagne      |
| Reginald Engelbach              | Moretonhampstead, 1888 | - | Le Caire, 1946          | Royaume-Uni    |
| Johann Peter Adolf Erman        | Berlin, 1854           | - | Berlin, 1937            | Allemagne      |

## F
| Nom                        | Naissance                  | - | Décès                       | Pays d’origine |
| -------------------------- | -------------------------- | - | --------------------------- | -------------- |
| Ahmed Fakhry               | Fayoum, 1905               | - | Paris, 1973                 | Égypte         |
| Raymond Oliver Faulkner    | Shoreham-by-Sea, 1894      | - | Ipswich, 1982               | Angleterre     |
| Gerhard Fecht              | 1922                       | - |                             | Allemagne      |
| George Henry Felt          | 1831                       | - | 1895                        | États-Unis     |
| Giuseppe Ferlini           | Bologne, 1800              | - | 1870                        | Italie         |
| Erika Feucht               | 1938                       | - |                             | Allemagne      |
| Francis Fèvre              | Guenviller (Moselle), 1951 | - |                             | France         |
| Cecil Mallaby Firth        | 1878                       | - | 1931                        | Angleterre     |
| Clarence Stanley Fisher    | Philadelphie, 1876         | - | Jérusalem, 1841             | États-Unis     |
| Henry George Fischer       | Philadelphie, 1923         | - | Newtown (Connecticut), 2006 | États-Unis     |
| Hans-Werner Fischer-Elfert | Hage, 1954                 | - |                             | Allemagne      |
| Joann Fletcher             | Barnsley, 1966             | - |                             | Angleterre     |
| Georges Foucart            | 1865                       | - | 1943                        | France         |
| Jean-Luc Fournet           | Bordeaux, 1965             | - |                             | France         |
| Detlef Franke              | 1952                       | - | 2007                        | Allemagne      |
| Henri Frankfort            | Amsterdam, 1897            | - | Londres, 1954               | Pays-Bas       |
| George Willoughby Fraser   | Mereworth, 1866            | - | Bath, 1923                  | Angleterre     |
| Renée Friedman             |                            | - |                             | États-Unis     |
| Harald Froschauer          | Basse-Autriche, 1976       | - |                             | Autriche       |

## G

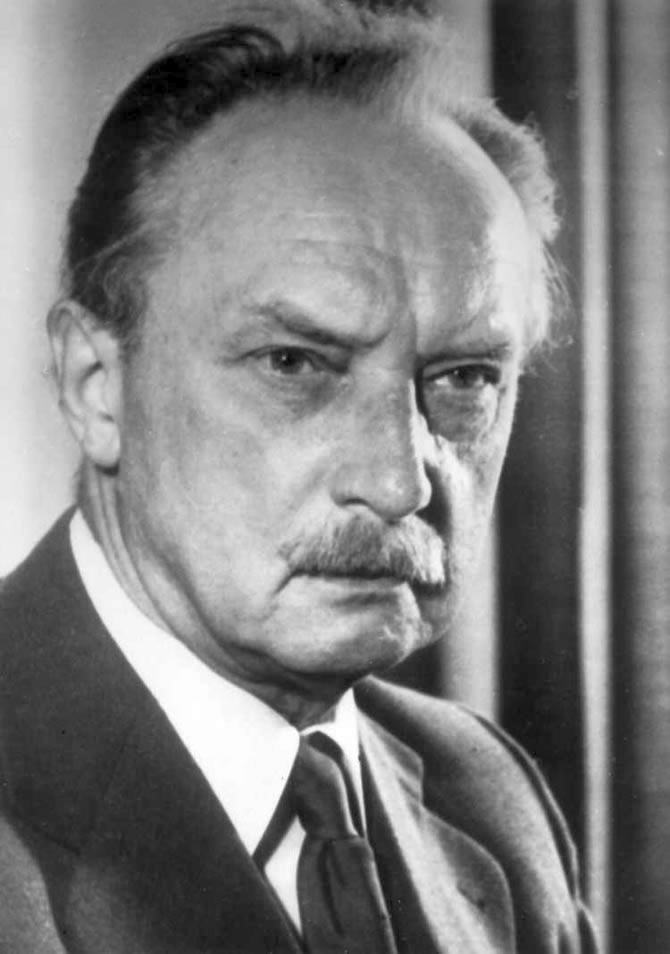
Hermann Grapow

| Nom                               | Naissance                    | - | Décès                                 | Pays d’origine |
| --------------------------------- | ---------------------------- | - | ------------------------------------- | -------------- |
| Sami Gabra                        | Assiout, 1892                | - | Masr al-Gadida, 1979                  | Égypte         |
| Luc Gabolde                       | Nantes, 1957                 | - |                                       | France         |
| Marc Gabolde                      | Nantes, 1957                 | - |                                       | France         |
| Mustafa Gadalla                   | Le Caire, 1944               | - |                                       | Égypte         |
| Claude Gaillard                   | Villeurbanne, 1861           | - | Lyon, 1945                            | France         |
| Ingrid Gamer-Wallert              | Ełk, 1936                    | - |                                       | Allemagne      |
| Sir Alan Henderson Gardiner       | Eltham, 1879                 | - | Oxford, 1963                          | Angleterre     |
| John Garstang                     | Blackburn, 1876              | - | Beyrouth, 1956                        | Angleterre     |
| Jean Gascou                       | Cambrai, 1945                | - |                                       | France         |
| Henri Gauthier                    | Lyon, 1877                   | - | Monaco, 1950                          | France         |
| Albert Gayet                      | Dijon, 1856                  | - | Paris, 1916                           | France         |
| Pierre Gilbert                    | Bruxelles, 1904              | - | Uccle, 1986                           | Belgique       |
| Michela Schiff Giorgini           | Padoue, 1923                 | - | Espagne, 1977                         | Italie         |
| Raphael Giveon                    | 1916                         | - | 1985                                  | Allemagne      |
| Stephen Ranulph Kingdon Glanville | Londres, 1900                | - | Cambridge, 1956                       | Angleterre     |
| George Robin Gliddon              | Devon, 1809                  | - | Panama, 1857                          | Angleterre     |
| Jean-Édouard Goby                 | Besançon, 1908               | - | Neuilly-sur-Seine, 1992               | France         |
| Hans Goedicke                     | Vienne, 1926                 | - | Towson (Maryland), 2015               | Autriche       |
| Orly Goldwasser                   | 1951                         | - |                                       | Israël         |
| Vladimir Golenichtchev            | 1856                         | - | Nice, 1947                            | Russie         |
| Muhammad Zakaria Goneim           | 1905                         | - | Nil, 1959                             | Égypte         |
| Georges Goyon                     | Port-Saïd, 1905              | - |                                       | France         |
| Jean-Claude Goyon                 | Mâcon, 1937                  | - | Villeurbanne, 2021                    | France         |
| Erhart Graefe                     | Francfort-sur-le-Main, 1943  | - |                                       | Allemagne      |
| Wolfram Grajetzki                 | Berlin, 1960                 | - |                                       | Allemagne      |
| Pierre Grandet                    | 1954                         | - |                                       | France         |
| Hermann Grapow                    | Rostock, 1885                | - | Berlin, 1967                          | Allemagne      |
| Bernhard Grdseloff                | 1915                         | - | Le Caire, 1950                        | France         |
| Eugène Grébaut                    | 1846                         | - | 1915                                  | France         |
| Christian Greco                   | Arzignano, 1975              | - |                                       | Italie         |
| Frederick William Green           | Londres, 1869                | - | Great Shelford (Cambridgeshire), 1949 | Angleterre     |
| John Beasley Greene               | Le Havre, 1832               | - | Le Caire, 1856                        | France         |
| Bernard Pyne Grenfell             | Birmingham, 1869             | - | 1926                                  | Angleterre     |
| Francis Llewellyn Griffith        | Brighton, 1862               | - | Oxford , 1934                         | Angleterre     |
| John Gwyn Griffiths               | Porth (Pays de Galles), 1911 | - | Swansea (Pays de Galles), 2004        | Angleterre     |
| Nicolas Grimal                    | Libourne, 1948               | - |                                       | France         |
| Günter Grimm                      | 1940                         | - | Gusterath, 2010                       | Allemagne      |
| Aude Gros de Beler                | Madrid, 1966                 | - |                                       | France         |
| Waltraud Guglielmi                | Stuttgart, 1938              | - | 2018                                  | Allemagne      |
| Sylvie Guichard                   | 1951                         | - |                                       | France         |
| Nadine Guilhou                    | Olmet-et-Villecun, 1951      | - | Lodève, 2022                          | France         |
| Battiscombe George Gunn           | Londres, 1883                | - | 1950                                  | Angleterre     |

## H

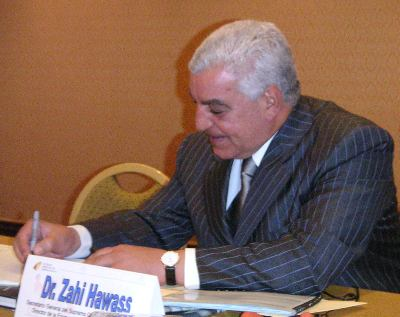
Zahi Hawass

| Nom                       | Naissance                     | - | Décès              | Pays d’origine  |
| ------------------------- | ----------------------------- | - | ------------------ | --------------- |
| Michael Haase             | 1960                          | - |                    | Allemagne       |
| Labib Habachi             | Mansourah (Égypte), 1906      | - | 1984               | Égypte          |
| Gisèle Hadji-Minaglou     | Marseille, 1953               | - |                    | France          |
| Jochen Hallof             |                               | - |                    |                 |
| Tohfa Handoussa           |                               | - |                    | Égypte          |
| Rainer Hannig             | Eime, 1952                    | - | 2022               | Allemagne       |
| Hermann Harrauer          | Hofkirchen im Mühlkreis, 1941 | - |                    | Autriche        |
| Anthony Charles Harris    | 1790                          | - | 1869               | Angleterre      |
| Hermine Hartleben         | Altenau, 1846                 | - | 1918               | Allemagne       |
| Selim Hassan              | 1893                          | - | 1961               | Égypte          |
| Zahi Hawass               | Damiette, 1947                | - |                    | Égypte          |
| Robert Hay                | Berwickshire, 1799            | - | East Lothian, 1863 | Écosse          |
| William Christopher Hayes | Long Island, 1906             | - | New York, 1963     | États-Unis      |
| Irmgard Hein              |                               | - |                    | Autriche        |
| Joseph Hekekyan           | 1807                          | - | 1875               | Arménie         |
| Hans Wolfgang Helck       | Dresde, 1914                  | - | Hambourg, 1993     | Allemagne       |
| Stan Hendrickx            | 1954                          | - |                    | Belgique        |
| Fritz Hintze              | Berlin, 1915                  | - | Berlin, 1933       | Allemagne       |
| Inge Hofmann              | 1939                          | - |                    | Allemagne       |
| Günther Hölbl             | Vienne, 1947                  | - |                    | Autriche        |
| Uvo Hölscher              | Norden, 1878                  | - | Hanovre, 1963      | Allemagne       |
| Regina Hölzl              | 1966                          | - |                    | Autriche        |
| Ulrike Horak              | 1957                          | - | 2001               | Autriche        |
| Erik Hornung              | Riga, 1933                    | - | 2022               | Lettonie Suisse |
| Michael Höveler-Müller    | Solingen, 1974                | - |                    | Allemagne       |
| Arthur Surridge Hunt      | Romford, 1871                 | - | 1934               | Angleterre      |

## I
| Nom          | Naissance    | - | Décès | Pays d’origine |
| ------------ | ------------ | - | ----- | -------------- |
| Salima Ikram | Lahore, 1965 | - |       | Pakistan       |

## J

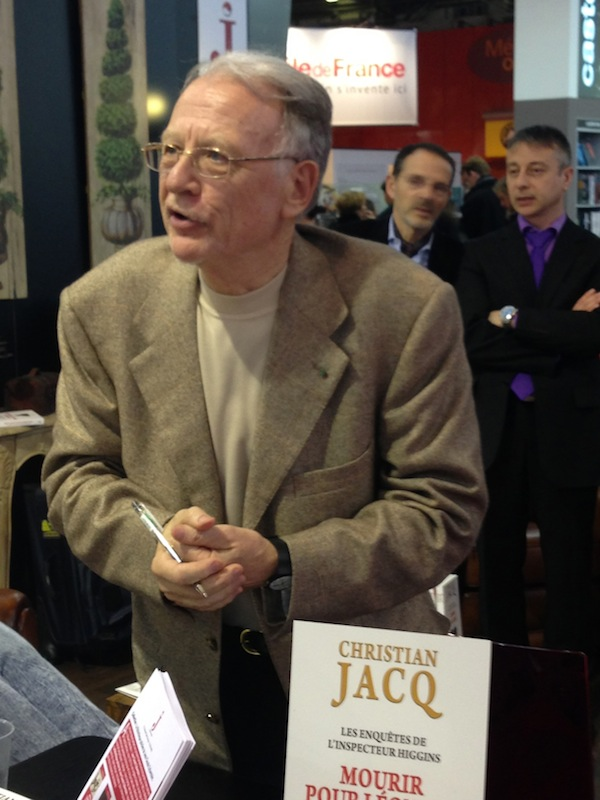
Christian Jacq

| Nom                               | Naissance                      | - | Décès                   | Pays d’origine |
| --------------------------------- | ------------------------------ | - | ----------------------- | -------------- |
| Christian Jacq                    | Paris, 1947                    | - |                         | France         |
| Richard-Alain Jean                | Paris, 1950                    | - |                         | France         |
| Thomas Garnet Henry James         | Neath, Galles du Sud, 1923     | - |                         | Angleterre     |
| Peter Jánosi                      | Vienne, 1960                   | - |                         | Autriche       |
| Gustave Jéquier                   | Neuchâtel, 1868                | - | Neuchâtel, 1946         | Suisse         |
| Jean-Baptiste Prosper Jollois     | Brienon-sur-Armançon, 1776     | - | Paris, 1842             | France         |
| Edme François Jomard              | Versailles, 1777               | - | Paris, 1862             | France         |
| Ernest Harold Jones               | 1877                           | - | 1911                    | Angleterre     |
| Raymond Odet Chapelle de Jumilhac | Paris, 1887                    | - | Decize, 1980            | France         |
| Friedrich Junge                   | Bad Reinerz, 1941              | - |                         | Allemagne      |
| Hermann Junker                    | Bendorf (Mayen-Coblence), 1877 | - | Vienne (Autriche), 1962 | Allemagne      |

## K

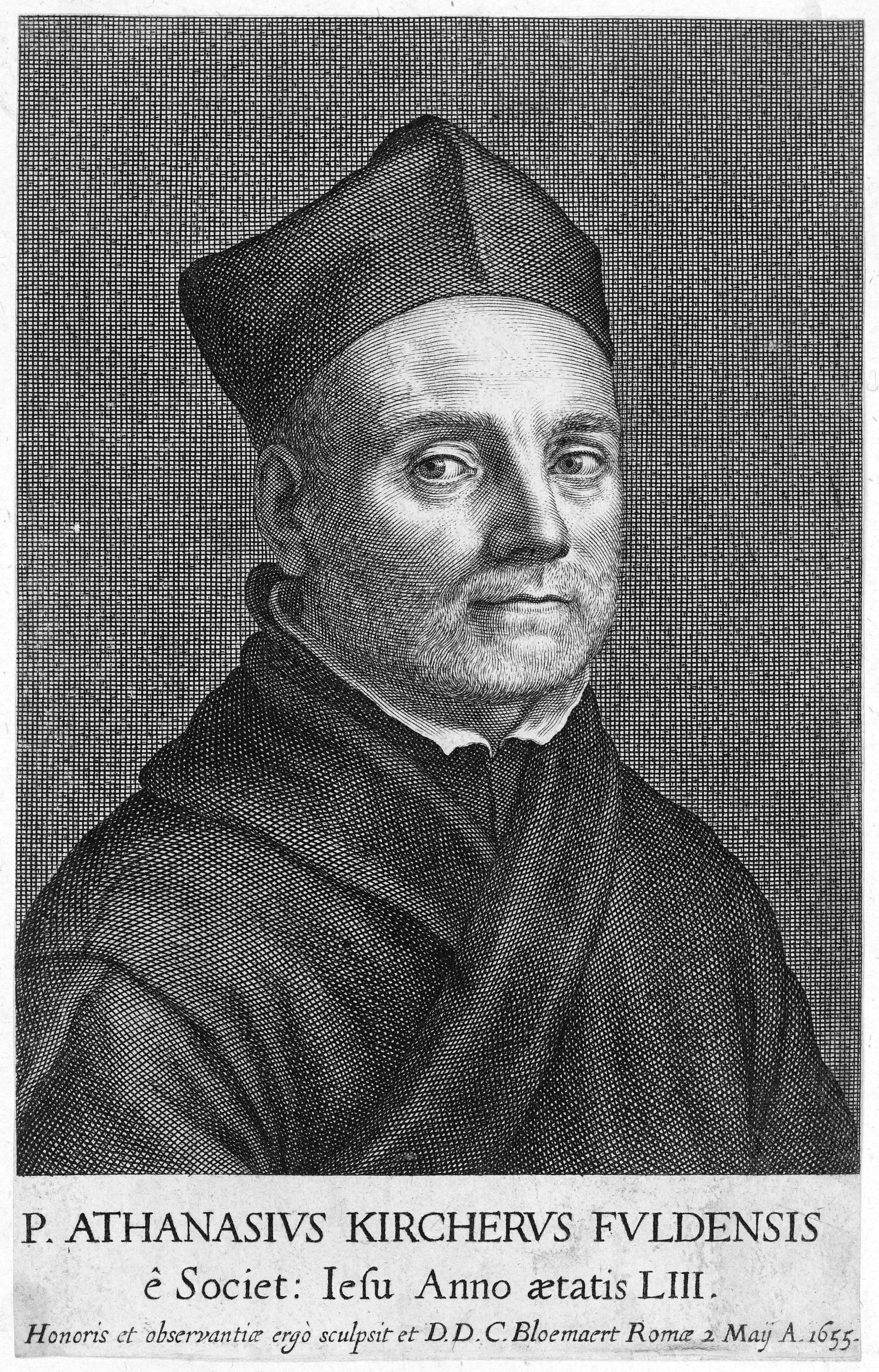
Athanasius Kircher

| Nom                           | Naissance                  | - | Décès                   | Pays d’origine   |
| ----------------------------- | -------------------------- | - | ----------------------- | ---------------- |
| Jochem Kahl                   | Ravensbourg, 1961          | - |                         | Allemagne        |
| Werner Kaiser                 | Munich, 1926               | - | 2013                    | Allemagne        |
| László Kákosy                 | 1932                       | - | 2003                    | Hongrie          |
| Ahmed bey Kamāl               | 1851                       | - | 1923                    | Égypte           |
| Frank Kammerzell              | Bad Hersfeld, 1961         | - |                         | Allemagne        |
| Friederike Kampp-Seyfried     | 1960                       | - |                         | Allemagne        |
| Naguib Kanawati               | Alexandrie, 1941           | - |                         | Égypte Australie |
| Peter Kaplony                 | Budapest, 1933             | - | Zurich, 2011            | Suisse           |
| Ursula Kaplony-Heckel         | 1924                       | - | 2021                    | Allemagne        |
| Ernst Gerhard Kausen          | Rheinhausen, 1948          | - |                         | Allemagne        |
| Hermann Kees                  | Leipzig, 1886              | - | Göttingen, 1964         | Allemagne        |
| Barry Kemp                    | Birmingham, 1940           | - |                         | Angleterre       |
| Jean Kerisel                  | Saint-Brieuc, 1908         | - | Paris, 2005             | France           |
| Andre Kettner                 |                            | - |                         |                  |
| Jacques Kinnaer               | 1966                       | - |                         | Belgique         |
| Athanasius Kircher            | Geisa, 1601                | - | Rome, 1680              | Allemagne        |
| Kenneth Anderson Kitchen      | Aberdeen , 1932            | - |                         | Angleterre       |
| Adolf Klasens                 | 1917                       | - | 1998                    | Pays-Bas         |
| Juri Walentinowitsch Knorosow | Kharkiv, 1922              | - | Saint-Pétersbourg, 1999 | Russie           |
| Yvan Koenig                   |                            | - |                         | France           |
| Jirō Kondō                    | Tokyo, 1951                | - |                         | Japon            |
| Wolfgang Kosack               | Berlin, 1943               | - |                         | Allemagne        |
| Martin Walter Krause          | 1930                       | - |                         | Allemagne        |
| Renate Krauspe                | Dessau (Saxe-Anhalt), 1939 | - |                         | Allemagne        |
| Rolf Krauss                   | Heidelberg, 1942           | - |                         | Allemagne        |
| Dieter Kurth                  |                            | - |                         |                  |

## L

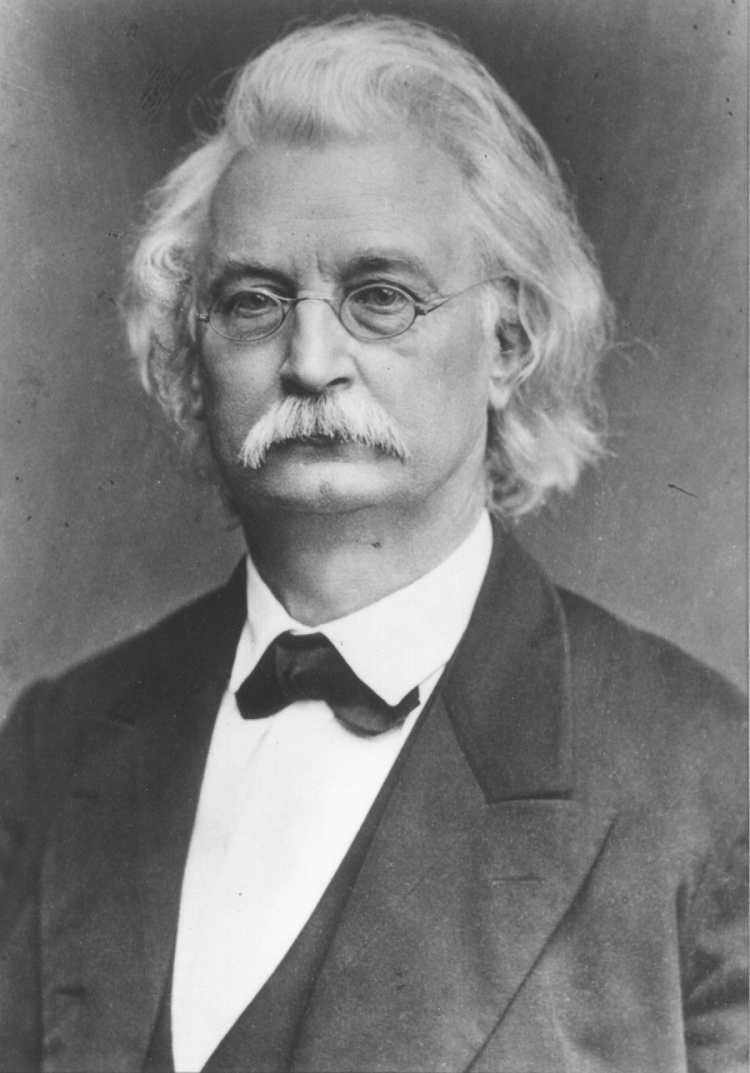
Carl Richard Lepsius

| Nom                                        | Naissance                       | - | Décès            | Pays d’origine  |
| ------------------------------------------ | ------------------------------- | - | ---------------- | --------------- |
| Dimitri Laboury                            | 1969                            | - |                  | Belgique        |
| Françoise Labrique                         |                                 | - |                  | Belgique        |
| Audran Labrousse                           | Menzel Bourguiba, 1942          | - |                  | France          |
| Pierre Lacau                               | Brie-Comte-Robert, 1873         | - | Paris, 1963      | France          |
| Claire Lalouette                           | Clamart, 1921                   | - | Villejuif, 2010  | France          |
| Edward William Lane                        | Hereford (Royaume-Uni), 1801    | - | Worthing, 1876   | Angleterre      |
| Jean-Philippe Lauer                        | Paris, 1902                     | - | Paris, 2001      | France          |
| Christian Leblanc                          | Vincennes, 1948                 | - |                  | France          |
| Jean Leclant                               | Paris, 1920                     | - | Paris, 2011      | France          |
| Eugène Lefébure                            | Prunoy, 1838                    | - | 1908             | France          |
| Gustave Lefebvre                           | Bar-le-Duc, 1879                | - | Versailles, 1957 | France          |
| Georges Legrain                            | Paris, 1865                     | - | Louxor, 1917     | France          |
| Mark Lehner                                |                                 | - |                  | États-Unis      |
| Christian Leitz                            | Steinfurt, 1960                 | - |                  | Allemagne       |
| Charles Lenormant                          | Paris, 1802                     | - | Athènes, 1859    | France          |
| Verena Lepper                              |                                 | - |                  |                 |
| Ronald J. Leprohon                         |                                 | - |                  | Canada          |
| Karl Richard Lepsius                       | Naumbourg (Saale), 1810         | - | Berlin, 1884     | Allemagne       |
| Pierre-Constant Letorzec                   | Rochefort, 1798                 | - | Nantes, 1857     | France          |
| František Lexa                             | Pardubice, 1876                 | - | Prague, 1960     | Tchécoslovaquie |
| Nestor L'Hôte                              | Cologne, 1804                   | - | Paris, 1842      | France          |
| Miriam Lichtheim                           | Constantinople, 1914            | - | Jérusalem, 2004  | Israël          |
| Alexandra Von Lieven                       | Sarrebruck, 1974                | - |                  | Allemagne       |
| Luc Limme                                  |                                 | - |                  | Belgique        |
| Louis Maurice Adolphe Linant de Bellefonds | Lorient, 1799                   | - | Le Caire, 1883   | France          |
| Angelika Lohwasser                         | 1967                            | - |                  | Autriche        |
| Antonio Loprieno                           | Bari, 1955                      | - |                  | Italie          |
| Victor Loret                               | Paris, 1859                     | - | 1946             | France          |
| Louis Charles Émile Lortet                 | Oullins, 1836                   | - | Lyon, 1909       | France          |
| Anne-Marie Loyrette                        |                                 | - |                  | France          |
| Alfred Lucas                               | Manchester, 1867                | - | Louxor, 1945     | Angleterre      |
| Erich Lüddeckens                           | 1913                            | - | 2004             | Allemagne       |
| Albert Morton Lythgoe                      | Providence (Rhode Island), 1868 | - | New York, 1934   | États-Unis      |

## M

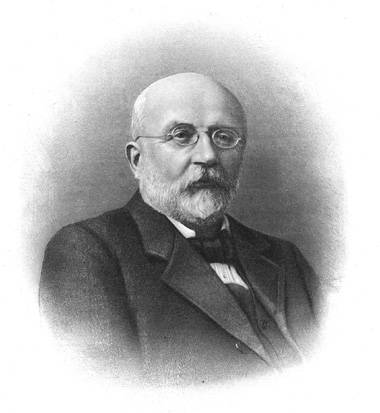
Gaston Maspero

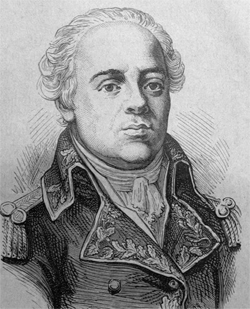
Jacques François Menou

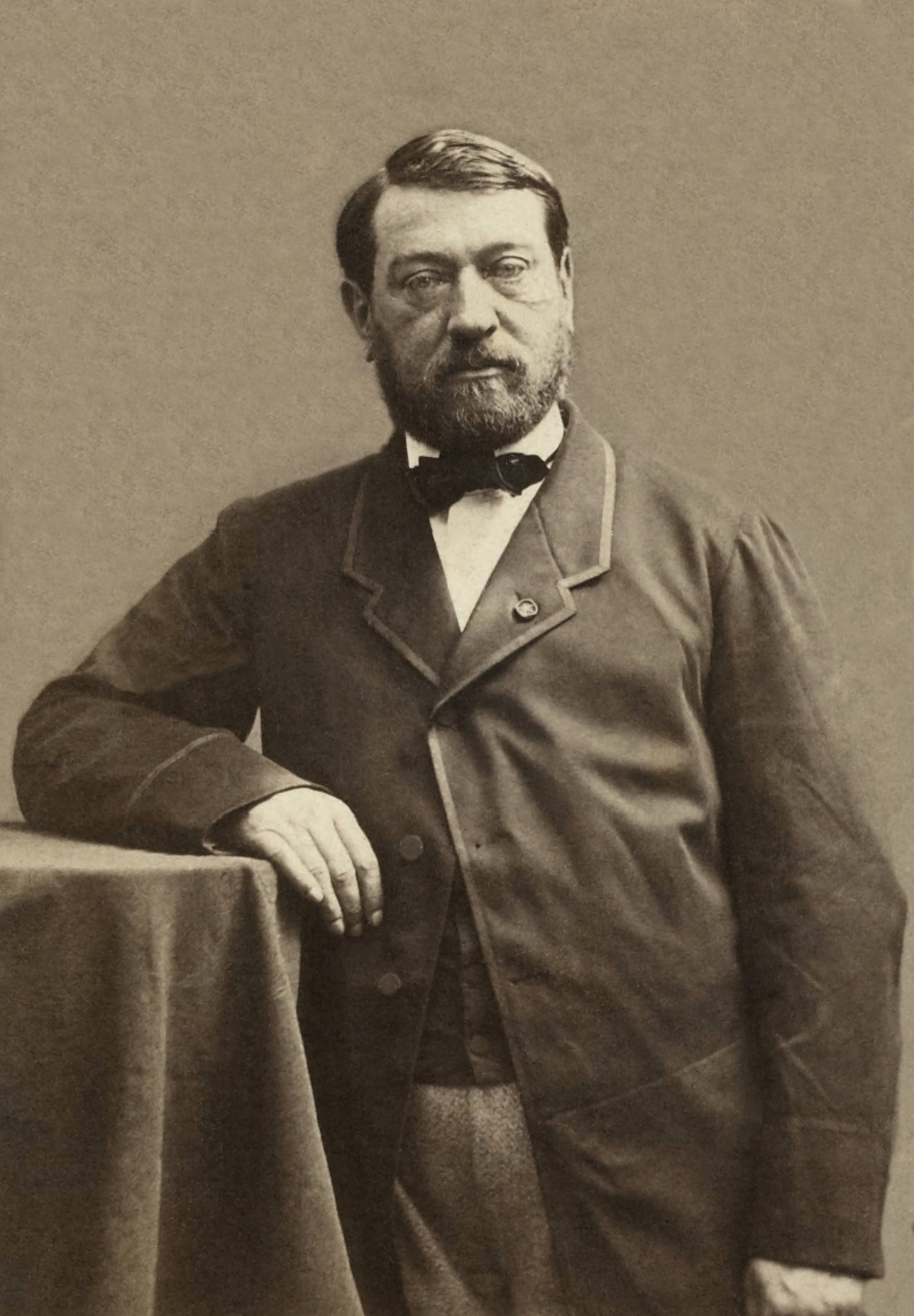
Auguste Mariette
Par Nadar

| Nom                                 | Naissance                               | - | Décès                  | Pays d’origine |
| ----------------------------------- | --------------------------------------- | - | ---------------------- | -------------- |
| Arthur Mace                         | Hobart, 1874                            | - | Haywards Heath, 1928   | Angleterre     |
| Michel Malaise                      |                                         | - |                        | Belgique       |
| Jaromír Málek                       | Přibyslav, 1943                         | - |                        | Angleterre     |
| Michel Malinine                     | Moscou, 1900                            | - | Paris, 1977            | France         |
| Manéthon de Sebennytos              | Sebennytos, IIIe siècle avant notre ère | - |                        | Égypte         |
| Vito Maragioglio                    | Gropparello, 1915                       | - | Rapallo, 1976          | Italie         |
| François Auguste Ferdinand Mariette | Boulogne-sur-Mer, 1821                  | - | Le Caire, 1881         | France         |
| Marek Marciniak                     |                                         | - |                        | Pologne        |
| Amandine Marshall                   | Toulouse, 1980                          | - |                        | France         |
| Geoffrey Thorndike Martin           | Londres, 1934                           | - | 2022                   | Royaume-Uni    |
| Gaston Maspero                      | Paris, 1846                             | - | Paris, 1916            | France         |
| Julie Masquelier-Loorius            |                                         | - |                        | France         |
| Bernard Mathieu                     | Avallon, 1959                           | - |                        | France         |
| Charles Maystre                     | Genève, 1907                            | - | Genève, 1993           | Suisse         |
| Medhananda                          | Pforzheim, 1908                         | - | Pondichéry, 1994       | Allemagne      |
| Arpag Mekhitarian                   | Tanta, 1911                             | - | Schaerbeek, 2004       | Belgique       |
| Baron Jacques de Menou de Boussay   | Boussay, 1750                           | - | Venise, 1810           | France         |
| Bernadette Menu                     | Amiens, 1942                            | - |                        | France         |
| Eduard Meyer                        | Hambourg, 1855                          | - | Berlin, 1930           | Allemagne      |
| Kazimierz Michałowski               | Ternopil, 1901                          | - | Varsovie, 1981         | Pologne        |
| Marianne Michel                     | Uccle, 1967                             | - |                        | Belgique       |
| Béatrix Midant-Reynes               |                                         | - |                        | France         |
| Heinrich Menu von Minutoli          | Genève, 1772                            | - | Lausanne, 1846         | Allemagne      |
| Herman de Meulenaere                | Bruges, 1923                            | - |                        | Belgique       |
| Mohammed Abdel-Qader Mohammed       | 1920                                    | - | 1985                   | Égypte         |
| Herta Mohr                          | Vienne (Autriche), 1914                 | - | Bergen-Belsen, 1945    | Pays-Bas       |
| Franck Monnier                      | Aulnoye-Aymeries, 1974                  | - |                        | France         |
| Pierre Montet                       | Villefranche-sur-Saône, 1885            | - | Paris (XIIIe), 1966    | France         |
| Ludwig David Morenz                 | Leipzig, 1965                           | - |                        | Allemagne      |
| Siegfried Morenz                    | Leipzig, 1914                           | - | Leipzig, 1970          | Allemagne      |
| Alexandre Moret                     | Aix-les-Bains, 1868                     | - | Paris, 1938            | France         |
| Jacques Jean Marie de Morgan        | Huisseau-sur-Cosson, 1857               | - | Marseille, 1924        | France         |
| Rosalind Moss                       | Shrewsbury, 1890                        | - | 1990                   | Royaume-Uni    |
| Ahmed Mahmoud Moussa                | Damiette, 1934                          | - | 1998                   | Égypte         |
| Tycho Mrsich                        | 1925                                    | - |                        | Allemagne      |
| Hans Wolfgang Müller                | Magdebourg, 1907                        | - | Tutzing, 1991          | Allemagne      |
| Henri Munier                        | Meursault, 1884                         | - | Le Caire, 1945         | France         |
| Irmtraut Munro                      | 1944                                    | - |                        | Allemagne      |
| Peter Munro                         | Hambourg, 1930                          | - | Hanovre, 2009          | Allemagne      |
| William Joseph Murnane              | White Plains (New York), 1945           | - | Memphis (Égypte), 2000 | États-Unis     |
| Margaret Alice Murray               | Calcutta, 1863                          | - | Welwyn, 1963           | Royaume-Uni    |
| Karol Myśliwiec                     | Jasło, 1943                             | - |                        | Pologne        |

## N
| Nom                    | Naissance                | - | Décès                     | Pays d’origine |
| ---------------------- | ------------------------ | - | ------------------------- | -------------- |
| Claudia Näser          |                          | - |                           |                |
| Henri Édouard Naville  | Genève, 1844             | - | Genthod, 1926             | Suisse         |
| Percy Edward Newberry  | Islington, Londres, 1869 | - | Godalming (Surrey) , 1949 | Angleterre     |
| Abdel Halim Nour Eddin |                          | - |                           | Égypte         |

## O
| Nom                           | Naissance     | - | Décès            | Pays d’origine      |
| ----------------------------- | ------------- | - | ---------------- | ------------------- |
| Théophile Mwené Ndzalé Obenga | Mbaya, 1936   | - |                  | République du Congo |
| Claude Obsomer                | Tournai, 1963 | - |                  | Belgique            |
| Boyo Ockinga                  | 1952          | - |                  | Australie           |
| David O'Connor                |               | - |                  | Australie           |
| Eberhard Otto                 | Dresde, 1913  | - | Heidelberg, 1974 | Allemagne           |

## P
| Nom                             | Naissance                | - | Décès                                  | Pays d’origine |
| ------------------------------- | ------------------------ | - | -------------------------------------- | -------------- |
| Laure Pantalacci                |                          | - |                                        | France         |
| Richard Anthony Parker          | Chicago, 1905            | - | 1993                                   | États-Unis     |
| Henri Joseph François Parrat    | Delémont, 1791           | - | Porrentruy, 1866                       | Suisse         |
| Steve Pasek                     | Bad Mergentheim, 1975    | - |                                        | Allemagne      |
| Giuseppe Passalacqua            | Trieste, 1797            | - | Berlin, 1865                           | Italie         |
| Massimo Patanè                  | Mantoue, 1954            | - |                                        | Italie Suisse  |
| Thomas Eric Peet                | Liverpool, 1882          | - | Oxford, 1934                           | Angleterre     |
| Olivier Perdu                   | Amiens, 1952             | - |                                        | France         |
| John Shae Perring               | 1813                     | - | 1869                                   | Angleterre     |
| William Matthew Flinders Petrie | Charlton (Londres), 1853 | - | Jérusalem, 1942                        | Angleterre     |
| Thomas Pettigrew                | Londres, 1791            | - | 1865                                   | Angleterre     |
| Alexandra Philip-Stéphan        |                          | - |                                        | France         |
| Patrizia Piacentini             |                          | - |                                        | Italie         |
| Alexandre Piankoff              | Saint-Pétersbourg, 1897  | - | Bruxelles, 1966                        | Russie         |
| Richard Pietschmann             | Szczecin, 1851           | - | Göttingen, 1923                        | Allemagne      |
| Maurice Pillet                  | Mantes-la-Jolie, 1881    | - | Versailles, 1964                       | France         |
| Jacques Pirenne                 | Gand, 1891               | - | Hierges, 1972                          | Belgique       |
| Willem Pleyte                   | Hillegom, 1836           | - | Leyde, 1903                            | Pays-Bas       |
| André Pochan                    | Fourmies, 1891           | - | Le Cannet, 1979                        | France         |
| Richard Pococke                 | Southampton, 1704        | - | Château de Charleville (Irlande), 1765 | Angleterre     |
| Günter Poethke                  | Leipzig, 1939            | - |                                        | Allemagne      |
| Hans Jakob Polotsky             | Zurich, 1905             | - | Jérusalem, 1991                        | Suisse, Israël |
| Daniel Polz                     | Leipzig, 1957            | - |                                        | Allemagne      |
| Bertha Porter                   | Londres, 1852            | - | Oxford , 1941                          | Royaume-Uni    |
| Georges Posener                 | Paris, 1906              | - | Massy (Essonne), 1988                  | France         |
| Karl-Heinz Priese               | 1935                     | - |                                        | Allemagne      |
| Émile Prisse d'Avesnes          | Avesnes-sur-Helpe, 1807  | - | Paris, 1879                            | France         |

## Q
| Nom                     | Naissance                  | - | Décès | Pays d’origine |
| ----------------------- | -------------------------- | - | ----- | -------------- |
| Joachim Friedrich Quack | Husum, 1966                | - |       | Allemagne      |
| Jan Quaegebeur          | Tielt, 1943                | - | 1995  | Belgique       |
| James Edward Quibell    | Newport (Shropshire), 1867 | - | 1935  | Angleterre     |
| Florence Quintin        | Saint-Étienne, 1960        | - |       | France         |

## R
| Nom                                               | Naissance                        | - | Décès                    | Pays d’origine |
| ------------------------------------------------- | -------------------------------- | - | ------------------------ | -------------- |
| Guy Rachet                                        | Narbonne, 1930                   | - |                          | France         |
| Ali Mahmoud Radwan                                |                                  | - |                          | Égypte         |
| Chloé Ragazzoli                                   |                                  | - |                          | France         |
| Hermann Ranke                                     | Balgheim (Bade-Wurtemberg), 1878 | - | Fribourg, 1953           | Allemagne      |
| John David Ray                                    | 1945                             | - |                          | Angleterre     |
| Daniel von Recklinghausen                         |                                  | - |                          | Allemagne      |
| Donald Bruce Redford                              | 1934                             | - |                          | Canada         |
| Victor Regalado-Frutos                            | Vilanova i la Geltrú, 1960       | - |                          | Espagne        |
| Carl Nicholas Reeves                              | 1956                             | - |                          | Angleterre     |
| Walter-Friedrich Reineke                          | Eisenach, 1936                   | - |                          | Allemagne      |
| Elfriede Reiser-Haslauer                          | 1941                             | - |                          | Autriche       |
| George Andrew Reisner                             | Indianapolis, Indiana, 1867      | - | Gizeh, Égypte, 1942      | États-Unis     |
| Peter le Page Renouf                              | Guernesey, 1822                  | - | Londres, 1897            | Angleterre     |
| Jean Revez                                        |                                  | - |                          | Canada         |
| Eugène Revillout                                  | Besançon, 1843                   | - | Paris, 1913              | France         |
| Alexander Henry Rhind                             | Wick, 1833                       | - | Cadenabbia, 1863         | Écosse         |
| Herbert Ricke                                     | Hanovre, 1901                    | - | Dießen am Ammersee, 1976 | Allemagne      |
| Celeste Rinaldi                                   | Turin, 1902                      | - | 1977                     | Italie         |
| Tonio Sebastian Richter                           | Leipzig, 1967                    | - |                          | Allemagne      |
| Robert K. Ritner                                  | Houston, 1953                    | - | Chicago, 1921            | États-Unis     |
| Alessandro Roccati                                | Turin, 1941                      | - |                          | Italie         |
| Mieczyslaw D. Rodziewcz                           |                                  | - |                          |                |
| Günther Roeder                                    | 1881                             | - | 1966                     | Allemagne      |
| David Rohl                                        | Manchester, 1950                 | - |                          | Angleterre     |
| John Romer                                        |                                  | - |                          | Angleterre     |
| Vincent Rondot                                    | 1958                             | - |                          | France         |
| John Rose                                         |                                  | - |                          | Angleterre     |
| Ippolito Rosellini                                | Pise, 1800                       | - | Pise, 1843               | Italie         |
| Vicomte Olivier-Charles-Camille-Emmanuel de Rougé | Paris, 1811                      | - | Sarthe, 1872             | France         |
| Alan Rowe                                         | Deptford, 1891                   | - | 1968                     | Angleterre     |
| Joseph Rozier de Linage                           |                                  | - |                          | France         |
| Otto Rubensohn                                    | Cassel, 1867                     | - | Höchenschwand, 1964      | Allemagne      |
| Gerhard Rühlmann                                  | Halle-sur-Saale, 1930            | - |                          | Allemagne      |
| Erwin M. Ruprechtsberger                          |                                  | - |                          | Autriche       |
| Donald P. Ryan                                    | 1957                             | - |                          | États-Unis     |
| Kim Steven Bardrum Ryholt                         | 1970                             | - |                          | Danemark       |

## S

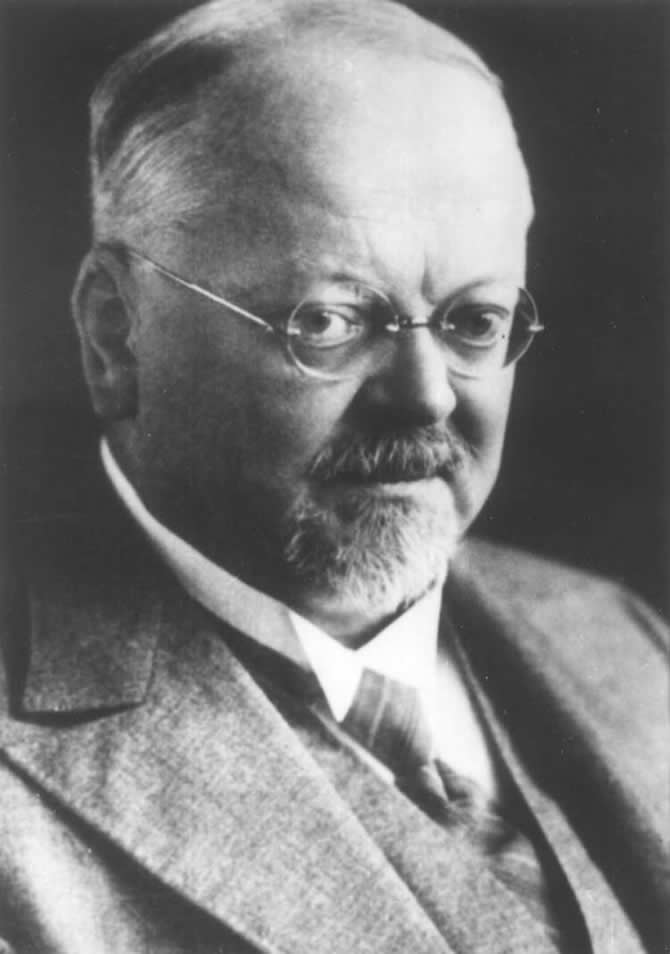
Kurt Sethe

| Nom                               | Naissance                      | - | Décès                      | Pays d’origine |
| --------------------------------- | ------------------------------ | - | -------------------------- | -------------- |
| Henry Salt                        | Lichfield, 1780                | - | Alexandrie, 1827           | Angleterre     |
| Helmut Satzinger                  | 1938                           | - |                            | Autriche       |
| Serge Sauneron                    | Paris, 1927                    | - | Le Caire, 1976             | France         |
| Claude-Étienne Savary             | Vitré, 1750                    | - | 1788                       | France         |
| Torgny Säve-Söderbergh            | 1914                           | - | 1998                       | Suède          |
| Archibald Sayce                   | Bristol, 1846                  | - | Bath, 1933                 | Angleterre     |
| Otto J. Schaden                   | 1937                           | - | Chicago, 2015              | États-Unis     |
| Hans Heinrich Schaeder            | Göttingen, 1896                | - | Göttingen, 1957            | Allemagne      |
| Johann Heinrich Schäfer           | Berlin, 1868                   | - | Hessisch Lichtenau, 1957   | Allemagne      |
| Anne Scheepers                    | 1954                           | - |                            | Allemagne      |
| Wolfgang Schenkel                 |                                | - |                            |                |
| Ernesto Schiaparelli              | Occhieppo Inferiore, 1856      | - | Turin, 1928                | Italie         |
| Bernd Ulrich Schipper             | 1968                           | - |                            | Allemagne      |
| Hermann Alexander Schlögl         |                                | - |                            |                |
| Thomas Schneider                  | Göttingen, 1964                | - |                            | Allemagne      |
| Piotr O. Scholz                   |                                | - |                            |                |
| Sylvia Schoske                    |                                | - |                            |                |
| Siegfried Schott                  | Berlin, 1897                   | - | Innsbruck, 1971            | Allemagne      |
| Ruth Schumann Antelme             | 1925                           | - |                            | France         |
| Isha Schwaller de Lubicz          | 1885                           | - | 1963                       | France         |
| René Adolphe Schwaller de Lubicz  | Asnières, 1887                 | - | Grasse, 1961               | France         |
| Girolamo Segato                   | Certosa di Vedana, 1792        | - | Florence, 1836             | Italie         |
| Matthias Seidel                   |                                | - |                            | Allemagne      |
| Stephan Johannes Seidlmayer       | Wurtzbourg, 1957               | - |                            | Allemagne      |
| Mervat Seif el-Din                |                                | - |                            | Égypte         |
| Wilfried Seipel                   | Vienne, 1944                   | - |                            | Autriche       |
| Frédéric Servajean                | Santiago, 1957                 | - |                            | France         |
| Kurt Heinrich Sethe               | Berlin, 1869                   | - | Berlin, 1934               | Allemagne      |
| Gustav Seyffarth                  | Uebigau, 1796                  | - | New York, 1885             | Allemagne      |
| Friederike Seyfried               | 1960                           | - |                            | Allemagne      |
| Ian Shaw                          | 1961                           | - |                            | Angleterre     |
| Roberta L. Shaw                   | 1958                           | - |                            | Canada         |
| Abdel Ghaffar Shedid              |                                | - |                            | Égypte         |
| Julien Siesse                     | 1983                           | - |                            | France         |
| Alberto Siliotti                  | Vérone, 1950                   | - |                            | Italie         |
| William Kelly Simpson             | New York, 1928                 | - | New York, 2017             | États-Unis     |
| Mikhail Vladimirovitch Skariatine | Empire russe, 1883             | - | Glion (Suisse), 1963       | Russie         |
| Edwin Smith                       | Bridgeport (Connecticut), 1822 | - | 1906                       | Angleterre     |
| Grafton Elliot Smith              | Grafton, 1871                  | - | Londres, 1937              | Australie      |
| Charles Piazzi Smyth              | Naples, 1819                   | - | Ripon (Royaume-Uni) , 1900 | Angleterre     |
| Alan Jeffrey Spencer              |                                | - |                            | Angleterre     |
| Neal Spencer                      |                                | - |                            | Angleterre     |
| Wilhelm Spiegelberg               | Hanovre, 1870                  | - | Munich, 1930               | Allemagne      |
| Rainer Stadelmann                 | Oettingen, 1933                | - |                            | Allemagne      |
| Martin Stadler                    | Altdorf (Uri), 1944            | - |                            | Suisse         |
| Elisabeth Staehelin               |                                | - |                            | Suisse         |
| Danijela Stefanovic               | 1973                           | - |                            | Serbie         |
| Georg Steindorff                  | Dessau, 1861                   | - | Hollywood, 1951            | Allemagne      |
| Ludwig Stern (de)                 | Hildesheim, 1846               | - | Berlin, 1911               | Allemagne      |
| Heike Sternberg-el Hotabi         | 1955                           | - |                            | Allemagne      |
| Hanns Stock                       | Pfaffenhofen an der Ilm, 1908  | - | Buchloe, 1966              | Allemagne      |
| Magdalena Stoof                   | Werdau, 1951                   | - |                            | Allemagne      |
| Helen Strudwick                   |                                | - |                            |                |
| Nigel C. Strudwick                |                                | - |                            | États-Unis     |
| Wassili Wassiljewitsch Struwe     | Saint-Pétersbourg, 1889        | - | 1965                       | Russie         |
| Nabil Swelim                      |                                | - | 2015                       | Égypte         |
| Lothar Störk                      |                                | - |                            |                |

## T
| Nom                            | Naissance                       | - | Décès                       | Pays d’origine |
| ------------------------------ | ------------------------------- | - | --------------------------- | -------------- |
| Mahmoud Maher Taha             | Le Caire, 1942                  | - |                             | Égypte         |
| Pierre Tallet                  | Bordeaux, 1966                  | - |                             | France         |
| Roland Tefnin                  | 1945                            | - | 2006                        | Belgique       |
| Heinz-Joseph Thissen           |                                 | - |                             |                |
| Elizabeth Thomas               | Memphis (Tennessee), 1907       | - | Jackson (Mississippi), 1986 | États-Unis     |
| Henry Francis Herbert Thompson | Londres, 1859                   | - | Bath, 1944                  | Angleterre     |
| Francesco Tiradritti           |                                 | - |                             | Italie         |
| Eduardo Toda                   | Reus, 1855                      | - | Reus, 1941                  | Espagne        |
| László Török                   | Budapest, 1941                  | - |                             | Hongrie        |
| Boris Alexandrovitch Touraïev  | Navahroudak, 1868               | - | Saint-Pétersbourg, 1920     | Russie         |
| Claude Traunecker              | Mulhouse, 1943                  | - |                             | France         |
| Bruce Trigger                  | Cambridge (Ontario), 1937       | - | Montréal, 2006              | Canada         |
| Paul Tresson                   | Réméréville, 1876               | - | Grenoble, 1959              | France         |
| Boris Alexandrowitsch Turajew  | 1858                            | - | 1920                        | Russie         |
| Joyce Ann Tyldesley            | Bolton (Grand Manchester), 1960 | - |                             | Angleterre     |

## U
| Nom        | Naissance     | - | Décès         | Pays d’origine |
| ---------- | ------------- | - | ------------- | -------------- |
| Peter Ucko | Londres, 1938 | - | Londres, 2007 | Angleterre     |

## V

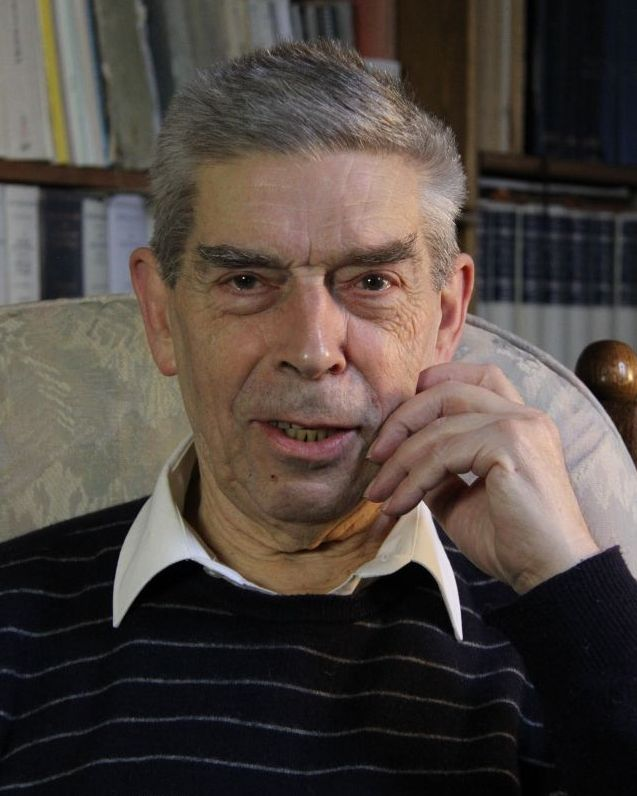
Claude Vandersleyen

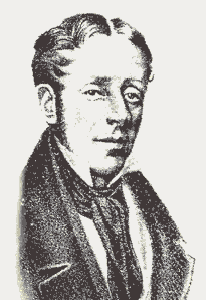
Richard Vyse

| Nom                                    | Naissance         | - | Décès                   | Pays d’origine     |
| -------------------------------------- | ----------------- | - | ----------------------- | ------------------ |
| Dominique Valbelle                     | Paris, 1947       | - |                         | France             |
| Michel Valloggia                       | Genève, 1942      | - |                         | Suisse             |
| Baudouin Van de Walle                  | 1901              | - | 1988                    | Belgique           |
| Dirk Van der Plast                     |                   | - |                         |                    |
| Charles C. Van Siclen                  | New York, 1916    | - | New York, 1991          | États-Unis         |
| Claude Vandersleyen                    | Bruxelles, 1927   | - | Braine-l'Alleud, 2021   | Belgique           |
| Jacques Vandier                        | Haubourdin, 1904  | - | Paris, 1973             | France             |
| Jeanne Marie Thérèse Vandier d'Abbadie | Nuremberg, 1899   | - | Neuilly-sur-Seine, 1977 | France             |
| Alexandre Varille                      | Lyon, 1909        | - | Joigny, 1951            | France             |
| Louis de Vaucelles de Ravigny          | Argentan, 1798    | - | Paris, 1851             | France             |
| Herman te Velde                        | Diepenveen, 1932  | - |                         | Pays-Bas           |
| Jean Vercoutter                        | Lambersart, 1911  | - | Paris, 2000             | France             |
| Jozef Vergote                          | Gand, 1910        | - | Gand, 1992              | Belgique           |
| Ursula Verhoeven-van Elsbergen         |                   | - |                         | Allemagne          |
| Miroslav Verner                        | Brno, 1941        | - |                         | République tchèque |
| Pascal Vernus                          | 1946              | - |                         | France             |
| Édouard de Villiers du Terrage         | Versailles, 1780  | - | Paris, 1855             | France             |
| Günther Vittmann                       | Vienne, 1952      | - |                         | Autriche           |
| Sven P. Vleeming                       |                   | - |                         | Pays-Bas           |
| Youri Volokhine                        | 1966              | - |                         | Suisse             |
| Richard William Howard Vyse            | Stoke Poges, 1784 | - | Stoke Poges, 1853       | Angleterre         |

## W

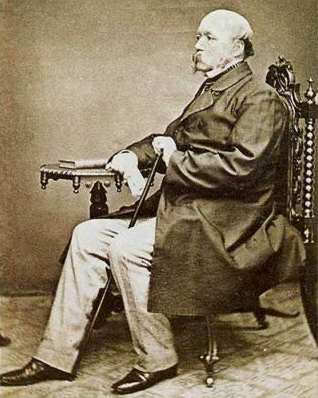
John Gardner Wilkinson

| Nom                             | Naissance                                | - | Décès                              | Pays d’origine |
| ------------------------------- | ---------------------------------------- | - | ---------------------------------- | -------------- |
| Gerald Avery Wainwright         | 1879                                     | - | 1964                               | Angleterre     |
| William Ayres Ward              | Chicago, 1828                            | - | Providence (Rhode Island), 1896    | États-Unis     |
| Kent R. Weeks                   | Everett, 1941                            | - |                                    | États-Unis     |
| Arthur Weigall                  | Saint-Hélier, 1880                       | - | Londres, 1934                      | Angleterre     |
| Raymond Weill                   | Elbeuf, 1874                             | - | Paris, 1950                        | France         |
| Derek Anthony Welsby            | 1956                                     | - |                                    | Angleterre     |
| Fred Wendorf                    | Terrell (Texas), 1925                    | - | Dallas, 2015                       | États-Unis     |
| Steffen Wenig                   | 1934                                     | - |                                    | Allemagne      |
| Edward Frank Wente              | 1930                                     | - |                                    | États-Unis     |
| Gabriele Wenzel                 |                                          | - |                                    | Allemagne      |
| Marcelle Werbrouck              | Anvers, 1889                             | - | Issoire, 1959                      | Belgique       |
| Wolfhart Westendorf             | Świebodzin, 1924                         | - | 2018                               | Allemagne      |
| Alfred Wiedemann                | Berlin, 1856                             | - | Bad Godesberg, 1936                | Allemagne      |
| Charles Edwin Wilbour           | Little Compton (Rhode Island), 1833      | - | Paris, 1896                        | États-Unis     |
| Ulrich Wilcken                  | Szczecin, 1862                           | - | Baden-Baden, 1944                  | Allemagne      |
| Dietrich Wildung                | Kaufbeuren, 1941                         | - |                                    | Allemagne      |
| Sir John Gardner Wilkinson      | Little Missenden (Buckinghamshire), 1797 | - | Llandovery (Carmarthenshire), 1875 | Angleterre     |
| Richard H. Wilkinson            | 1951                                     | - |                                    | États-Unis     |
| Toby Alexander Howard Wilkinson | 1969                                     | - |                                    | Angleterre     |
| Stefan Wimmer                   | 1963                                     | - |                                    | Allemagne      |
| Jean Winand                     | Liège, 1962                              | - |                                    | Belgique       |
| Herbert Eustis Winlock          | Washington DC, 1884                      | - | Floride, 1950                      | États-Unis     |
| Erich Winter                    |                                          | - |                                    | Autriche       |
| Myriam Wissa                    | Le Caire, 1959                           | - |                                    | Égypte         |
| Irmgard Woldering               | Osnabrück, 1919                          | - | Hanovre, 1969                      | Allemagne      |
| Pawel Wolf                      | 1958                                     | - |                                    | Allemagne      |
| Walther Wolf                    | Hildesheim, 1900                         | - | Hambourg, 1973                     | Allemagne      |
| Walter Wreszinski               | Mogilno, 1880                            | - | 1935                               | Allemagne      |

## X
| Nom | Naissance | - | Décès | Pays d’origine |
| --- | --------- | - | ----- | -------------- |

## Y
| Nom              | Naissance  | - | Décès       | Pays d’origine |
| ---------------- | ---------- | - | ----------- | -------------- |
| Sakuji Yoshimura | 1943       | - |             | Japon          |
| Jean Yoyotte     | Lyon, 1927 | - | Paris, 2009 | France         |

## Z
| Nom                    | Naissance                              | - | Décès        | Pays d’origine     |
| ---------------------- | -------------------------------------- | - | ------------ | ------------------ |
| Zbyněk Žába            | Doubravice (district de Trutnov), 1917 | - | Prague, 1971 | République tchèque |
| Hilde Zaloscer         |                                        | - | 1999         | Autriche           |
| Karl-Theodor Zauzich   | 1939                                   | - |              | Allemagne          |
| Abd El Hamid Zayed     |                                        | - |              | Égypte             |
| Christiane Ziegler     | L'Isle-sur-la-Sorgue, 1942             | - |              | France             |
| Alain-Pierre Zivie     | La Tronche, 1947                       | - |              | France             |
| Christiane Zivie-Coche |                                        | - |              | France             |